# 梅勒迪斯 (新罕布什爾州普查規定居民點)
梅勒迪斯（英語：Meredith）是位於美國新罕布什爾州貝爾納普縣的普查規定居民點。

## 人口
根據2020年美國人口普查的數據，梅勒迪斯的面積為10.92平方千米，當中陸地面積為7.55平方千米，而水域面積為3.37平方千米。當地共有人口2527人，而人口密度為每平方千米231.41人。